# Myodes centralis
Myodes centralis е вид бозайник от семейство Хомякови (Cricetidae).

## Разпространение
Видът е разпространен в Киргизстан и Китай.